# Nap nap után
A Nap nap után (eredeti cím: Every Day) 2018-as amerikai romantikus fantasyfilm, melyet Michael Sucsy rendezett. A forgatókönyvet Jesse Andrews írta, David Levithan 2012-es azonos című regénye alapján. A főbb szerepekben Angourie Rice, Justice Smith, Jeni Ross, Maria Bello, Debby Ryan és Amanda Arcuri látható.
Az Amerikai Egyesült Államokban 2018. február 23-án mutatták be. Magyarországon március 22-én került mozikba a szinkronos változat a Fórum Hungary forgalmazásában.

## Szereplők
| Szereplő                            | Színész             | Magyar hang        |
| ----------------------------------- | ------------------- | ------------------ |
| Rhiannon                            | Angourie Rice       | Laudon Andrea      |
| Justin                              | Justice Smith       | Ember Márk         |
| Amy                                 | Jeni Ross           | Pekár Adrienn      |
| Nathan                              | Lucas Jade Zumann   | Rada Bálint        |
| James                               | Jacob Batalon       | Turi Bálint        |
| Lindsey, Rhiannon anyja             | Maria Bello         | Bertalan Ágnes     |
| Jolene, Rhiannon nővére             | Debby Ryan          | Bogdányi Titanilla |
| Nick, Rhiannon apja                 | Michael Cram        | Debreczeny Csaba   |
| Steve                               | Charles Vandervaart | Baráth István      |
| Rebecca, Rhiannon legjobb barátnője | Amanda Arcuri       | Törőcsik Franciska |
| Xavier                              | Colin Ford          | Hamvas Dániel      |